# Azotara
Azotara je název pro podnik, který vyráběl různé druhy hnojiv a stojí jižně od srbského města Subotica, u hranice s Maďarskem. Věnoval se především výrobě syntetických hnojiv. Její areál se nacházel na adrese Bikovo Salaši 33, v blízkosti železniční trati ze Subotice do Bělehradu.
Rozhodnutí o výstavbě závodu padlo v roce 1977. Dokončen byl na přelomu let 1986 a 1987. Iniciátorem celého podniku byl bývalý subotický starosta Marko Bačlija. Vyrábějí se zde hnojiva NP i NPK. Kromě toho závod disponoval i laboratoří na analýzu půdy a pesticidů. Kromě hlavního areálu v Subotici měl i odštěpený závod ve Vetrušići.
V období turbulentních změn na přelomu 20. a 21. století závod zanikl. V roce 2011 zde byla delší dobu zastavena výroba. V roce 2019 závod zbankrotoval, roku 2024 se konal prodej majetku bývalého závodu.